# Nu drapejat estirat
Nu drapejat estirat (Nu drapé étendu) és un oli sobre tela de 38 × 61 cm pintat per Henri Matisse vers els anys 1923-1924 i dipositat al Museu de l'Orangerie de París.

## Context històric i artístic
Nu drapejat estirat ha estat relacionat amb diverses odalisques pintades per Matisse entre el 1922 i el 1924, ja sigui a causa de la postura de la model, que té els braços aixecats i les cames recollides, o per la seua indumentària, una peça drapejada recollida en un cinturó verd. Podria ésser, però, que aquest nu fos anterior a les altres odalisques: no solament l'obra és totalment desproveïda de la rica decoració de les altres obres de la sèrie, però a més el divan, el tendal vermell i l'angle de la llum recorden la cambra de l'Hôtel de la Méditerranée, que Matisse deixà l'any 1921.

## Descripció
Aquest quadre destaca entre tota la sèrie d'odalisques que va pintar Matisse per la gran simplificació de la seua decoració, la qual és reduïda a una cortina vermella, un llençol de color blanc neutre que cobreix el sofà i un o dos coixins. Com el títol suggereix, Matisse posa més èmfasi en el cos de la dona que en el seu entorn. Els contorns estan fortament delineats en negre i la peça drapejada de la model és tan sols una excusa per a fer volum. El pintor posa l'accent en els plecs del costat dret de la model (que es destaquen en rosa), els quals es fan ressò dels plecs de la tela cobrint els seus malucs. La composició està plena d'angles: els formats pels colzes, els genolls i els coixins. Fins i tot, els trets facials són més angulars del que seria normal.
El nu és representat en un posat estimat per Matisse: les cames doblegades i els braços aixecats darrere del cap. La postura dels braços aixecats ajuda a augmentar la mida dels pits. Matisse va pintar una altra versió d'aquest nu (Nu reclinat) amb la mateixa decoració, però en una postura diferent que ressaltava encara més les corbes del cos femení.